# Dedë Gjo Luli
Dedë Gjon Luli Dedvukaj, noto anche come Ded Gjo Luli o Deda (novembre 1840 – 24 settembre 1915), è stato un militare albanese, capo clan della tribù Hoti noto soprattutto per aver comandato la rivolta albanese del 1911 (o rivolta dei malissori) contro le truppe ottomane.
Gli è stato conferito postumo il titolo di Eroe del Popolo d'Albania.

## Biografia

Bandiera albanese issata a Deçiq da Ded Gjo Luli e dai suoi uomini nel 1911.

Dedvukaj nacque nel villaggio di Traboin, all'epoca parte del Sangiaccato di Scutari dell'impero ottomano (ora nel comune di Tuzi, Montenegro). Apparteneva alla famiglia (o confraternita) Dedvukaj della tribù degli hoti, il principale bajrak della regione della Malësia, e crebbe in un contesto cattolico.
Fu membro della Lega di Prizren e partecipò ai conflitti di Plav e Gusinje (1879–80) in opposizione alla decisione del Congresso di Berlino (giugno-luglio 1878) di cedere i territori ottomani al Principato del Montenegro (come parte della fine della Grande crisi d'Oriente). Poiché la cessione di Plav e Gusinje si dimostrò impossibile senza un bagno di sangue, l'impero ottomano cedette Ulqin nel gennaio 1880 come risarcimento.
Durante la rivolta albanese del 1910 insorta contro il tentativo delle forze ottomane di ristabilire l'ordine negli altipiani della Malësia, Dedvukaj e la sua tribù hoti insieme agli abitanti degli altipiani di Shalë sfidarono il vali di Scutari e si rifiutarono di pagare le tasse o di consegnare le armi.
All'inizio del 1911, gli albanesi cattolici romani furono turbati dalla situazione ottomana nei Balcani. Il re Nicola I del Montenegro incoraggiò le tribù albanesi settentrionali (i malissori) a ribellarsi contro le forze imperiali. Negli altipiani a nord di Scutari scoppiò una rivolta nel marzo 1911 e Luli insieme ai suoi uomini attaccarono i posti di guardia ottomani sul confine ottomano-montenegrino. Dopo aver catturato Tuzi alla fine di marzo 1911, Dedvukaj fu costretto dal re Nicola a radunare i malissori in aprile. I ribelli albanesi e i profughi del Vilayet del Kosovo avevano trovato rifugio in Montenegro ed erano stati riforniti di armamenti proprio dal generale montenegrino Janko Vukotić, nonostante il Montenegro fosse ufficialmente neutrale. I ribelli furono rimandati oltre la frontiera e circa 8.000 uomini combatterono contro le divisioni ottomane, sconfiggendo più volte il grande contingente di Shefket Turgut Pasha. Dopo la vittoria a Deçiq (presso Tuzi), una bandiera albanese fu simbolicamente issata sul monte Bratile per la prima volta in oltre quattro secoli di occupazione ottomana.
Dedë Gjon Luli morì in un'imboscata tesagli dalle forze montenegrine nel settembre 1915.

## Retaggio culturale

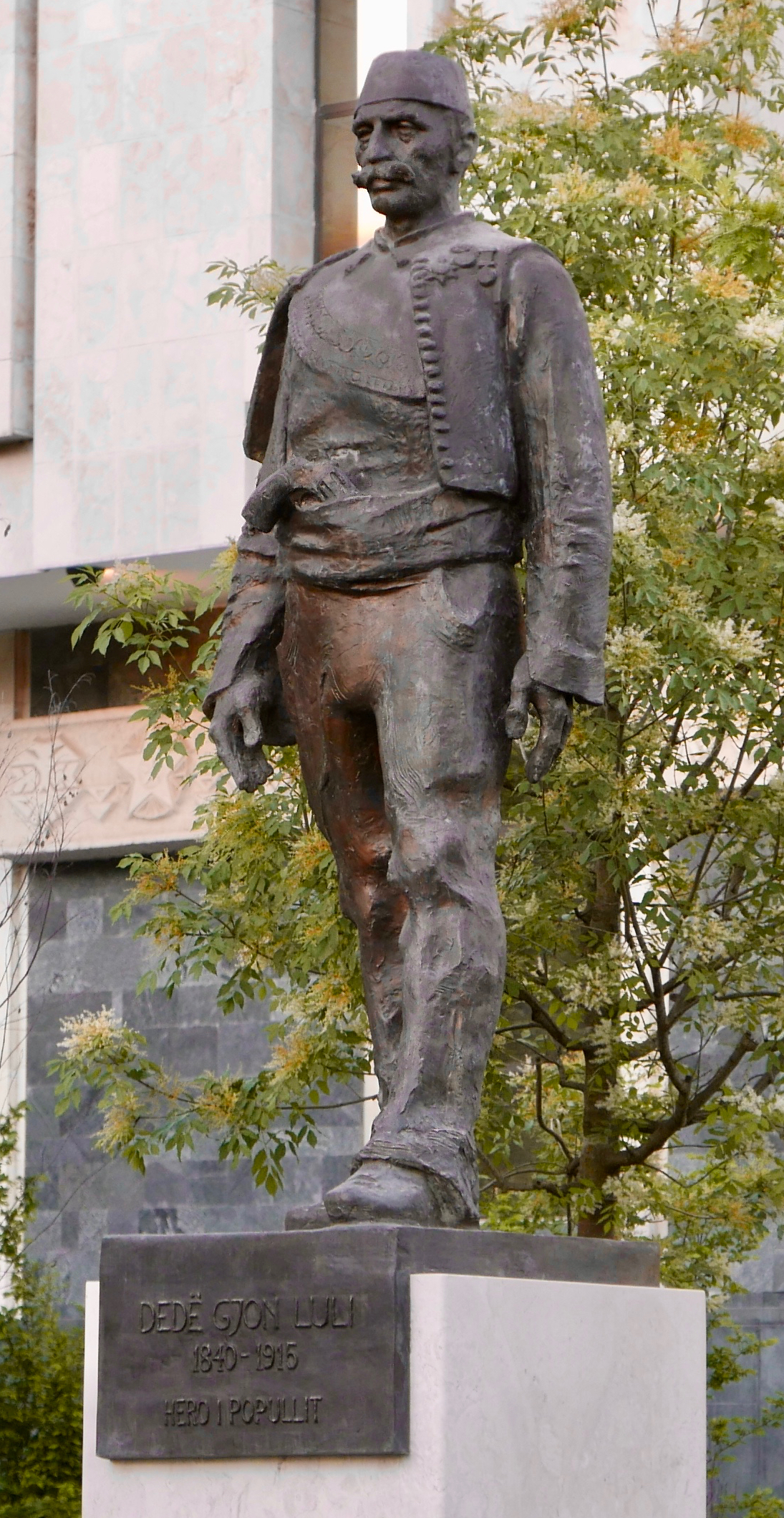
Statua di Ded Gjon Luli Dedvukaj a Tirana

Dedë Gjon Luli è noto soprattutto per aver dato inizio alla rivolta albanese, precedendo le azioni successive di Luigi Gurakuqi, Ismail Qemali e Isa Boletini. A Tirana gli è stata dedicata una strada. Nel villaggio che gli ha dato i natali le macerie della sua casa, rimasta in rovina dopo la guerra, sono state trasformate in un museo incentrato sulla sua figura.
Le sue gesta sono raccontate nel poema epico Il liuto della montagna scritto da Gjergj Fishta.